# Alexander Petrowitsch Karpinski

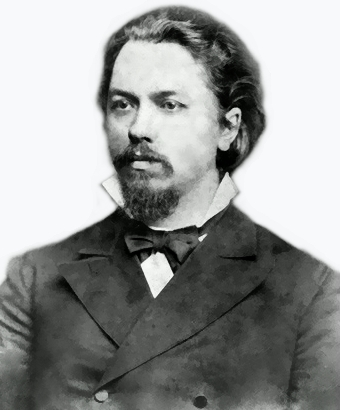
Alexander Karpinski

Alexander Petrowitsch Karpinski (russisch Алекса́ндр Петро́вич Карпи́нский, englische Transkription Alexander Petrovich Karpinsky; * 7. Januar 1847 in Turjinskije Rudniki; † 15. Juli 1936 in Udelnaja bei Moskau) war ein russischer Geologe, Paläontologe, Mineraloge und Petrologe. Er gilt als „Schöpfer“ der russischen Geologie.

## Leben und Werk
Karpinski stammte aus einer Familie von Bergbauingenieuren, wurde im Ural geboren und studierte ab 1857 Bergbau und Mineralogie in Sankt Petersburg bei Nikolai Alexandrowitsch Kulibin mit dem Abschluss 1866. Nach der Dissertation 1869 war er Adjunkt-Professor und 1877 bis 1885 ordentlicher Professor am dortigen Bergbauinstitut. 1885 bis 1916 war er kaiserlicher Direktor der Bergbauforschung in Russland. Ab 1886 war er korrespondierendes und ab 1896 wirkliches Mitglied der Russischen Akademie der Wissenschaften, deren Präsident er von 1917 bis zu seinem Tod war. Als Präsident der Akademie der Wissenschaften in der revolutionären Übergangszeit konnte er viel von deren Einfluss erhalten und wertvolle Archivbestände und wissenschaftliche Instrumente erhalten.
Karpinski veröffentlichte über 200 wissenschaftliche Arbeiten und beherrschte die gesamte Palette der Geowissenschaften (Paläontologie, Stratigraphie, Tektonik, Petrographie, Mineralogie, Lagerstättenforschung). Insbesondere stammen von ihm die grundsätzlichen Erkenntnisse über den tektonischen Aufbau des europäischen Teils von Russland. Er hinterließ keine größeren Werke in Buchform, sondern veröffentlichte in meist in kürzeren Aufsätzen und Mitteilungen in Sitzungsberichten, einige Abhandlungen wie eine von über 200 Seiten über den Ost-Ural sind umfangreicher.
Er befasste sich vor allem mit regionaler Geologie des Ural, Stratigraphie von Devon, Karbon, Perm, mit Mesozoikum und Tertiär vom Ostabhang des Urals und West-Sibirien und dem Kambrium und Silur des Baltikum. 1874 führt er das Artinskium des Perm ein und 1891 behandelt er die Ammoniten der Artinsk-Stufe. Weitere Arbeiten als Paläontologe sind über die Gattung Helicoprion (1899) und über Trochilisken (1906) sowie Palaeodictyon (1932). Im West-Ural entdeckte er schon 1874 ein allgemeines Überkippen der Falten nach Westen und untersuchte die tektonischen Zusammenhänge von Ural und mittelasiatischen Gebirgszügen. 1883 wies er tektonische Verwerfungen in Südrussland nach und untersuchte 1894 allgemein tektonische Bewegungen in Russland (wobei er eine ältere Phase parallel zum Ural und eine jüngere parallel zum Kaukasus unterschied). 1884 veröffentlichte er eine geologische Karte des Ost-Urals. 1887 veröffentlichte er die erste Untersuchung zur Paläogeographie im europäischen Russland vom Kambrium bis Quartär. Er befasste sich sowohl allgemein (Nomenklatur, Klassifikation von Gesteinen) mit Petrographie als auch mit regionaler Petrographie besonders des Ural. 1881 beschrieb er die nutzbaren Mineralien des Urals und er befasste sich mit Vorkommen von Gold, Kohle und Nickel, mit Platin-Lagerstättenbildung im Ural und Eisenerzlagerstätten.
Karpinski arbeitete vor allem im Ural und vollendete die erste geologische Karte des europäischen Russland (erschienen in Grundzüge der geologischen Geschichte des europäischen Teils Russlands 1883–1894). Sie wurde erstellt vom 1882 gegründeten Geologischen Komitee, dessen  Direktor Karpinski ab 1885 war bis zu seinem freiwilligen Rücktritt 1903. Ihm gehörten bekannte Geologen wie Feodossi Nikolajewitsch Tschernyschow, Sergei Nikolajewitsch Nikitin (1851–1909), Iwan Wassiljewitsch Muschketow (1850–1902), Alexei Petrowitsch Pawlow (1854–1929), A. Krasnopolski und N. Sokolow an. Hauptziel war eine geologische Karte von Russland in 142 Blättern im Maßstab 1:420.000. Sie waren jeweils mit Erläuterungen versehen und die paläontologischen Funde wurden parallel in Monographien bearbeitet. Bis 1892 erschienen die ersten 11 Blätter. 1893 erschien eine geologische Übersichtskarte des europäischen Teils von Russland in 6 Blättern 1: 252.000 (von Karpinski, Nikitin, Tschernyschow bearbeitet), die die veralteten Karten von Gregor von Helmersen und Roderick Murchison ersetzte.
Er war Hauptorganisator des 7. Internationalen Geologenkongresses in Sankt Petersburg 1897.
Er liegt an der Kremlmauer begraben.

## Mitgliedschaften
- 1896 Russische Akademie der Wissenschaften, ordentliches Mitglied
- 1898 Académie royale des Sciences, des Lettres et des Beaux-Arts de Belgique, assoziiertes Mitglied[3]
- 1911 Geologische Vereinigung[4]
- 1912 Paläontologische Gesellschaft[5]
- Nationale Akademie der Wissenschaften der Ukraine[6]

## Ehrungen
Nach Alexander Karpinski sind das Mineral Karpinskit (dessen Status allerdings fraglich ist), ein Berg im Ural und einer auf der Oktoberrevolutions-Insel, eine Vulkangruppe auf den Kurilen, die Stadt Karpinsk in der Oblast Swerdlowsk, der Mondkrater Karpinskiy, ein sowjetischer Frachter (Akademik Karpinski, 1936 als Thalia in Emden gebaut) und das Allrussische Geologische Forschungsinstitut (WSEGEI) in Sankt Petersburg benannt. Ferner trägt Mount Karpinskiy in der Antarktis seinen Namen.
1916 erhielt er die Wollaston-Medaille und erhielt den Cuvier-Preis. Ab 1925 war er Mitglied der Leopoldina.